# Христос-Король (статуя)
Христос-Король (порт. Cristo Rei) — статуя Ісуса Христа в Алмаді, Португалія. Саме місце, де побудований цей релігійний монумент, розташоване на висоті 113 метрів над рівнем річки Тежу. Портик був спроєктований архітектором Антоніу Ліну і має висоту 75 метрів. На постаменті встановлена власне статуя Ісуса Христа, яка має висоту 28 метрів і є роботою португальського скульптора Франсішку Франку де Соузи. П'єдестал, включаючи портик, має висоту 82 метри. Таким чином, загальна висота становить 110 метрів, будучи однією з найвищих споруд Португалії.
Статуя Христа-Короля є найважливішим об'єктом муніципалітету Алмади у туристичному відношенні, після знаменитих пляжів Кошти-де-Капаріки. Вважається обов'язковим об'єктом для туристів, що відвідують Лісабон. Монумент є найкращим оглядовим майданчиком міста Лісабона і мосту 25 Квітня, оскільки розташований на лівому березі річки Тежу, в її гирлі. У численних репортажах про Лісабон, статуя Христа-Короля з'являється як екслібрис Алмади.

## Історія
Ідея спорудити статую Христа в Лісабоні виникла ще у 1934 році під час відвідин португальським кардиналом-патріархом Мануелом Сережейрою статуї Христа-Спасителя в Ріо-де-Жанейро (Бразилія). Уже у 1936 році вона була сприйнята з ентузіазмом єпископами країни, а також апостольським рухом Apostolado da Oração, а вже наступного року її проголосили офіційною. Крім того, португальський єпископат на зібранні у Фатімі 20 квітня 1940 року дав обіцянку збудувати монумент у разі, якщо Португалія не вступить у Другу світову війну. Антоніу де Олівейра Салазар не хотів порушувати свої дружні відносини з кардиналом-патріархом Мануелом Сережейрою (вони були друзями ще з XIX століття), тому Португалія так і не вступила у війну, зберігши свою нейтральну позицію.
Перший камінь було закладено 18 грудня 1949 року вже після завершення війни. Лише через десять років після початку будівельних робіт монумент було офіційно відкрито, 17 травня 1959 року у День Святої Трійці, в присутності близько 300 тис. осіб, а також за участю кардиналів із Ріо-де-Жанейро. Папа Іван XXIII не був присутній на церемонії відкриття, проте передав повідомлення з привітанням по радіо. У той час, як кардинал-патріарх Мануел Сережейра підтвердив, що монумент є знаком вдячності за мир.
З нагоди святкування 25-річчя монумента, у 1984 році, навколишню територію було впорядковано, і було побудовано санктуарій, що існує і дотепер. В його будівлі діють ректорат, адміністрація, а також декілька виставкових залів і кабінетів для проведення нарад.
17 травня 2009 року монумент відсвяткував своє 50-річчя з дня відкриття.

## Галерея

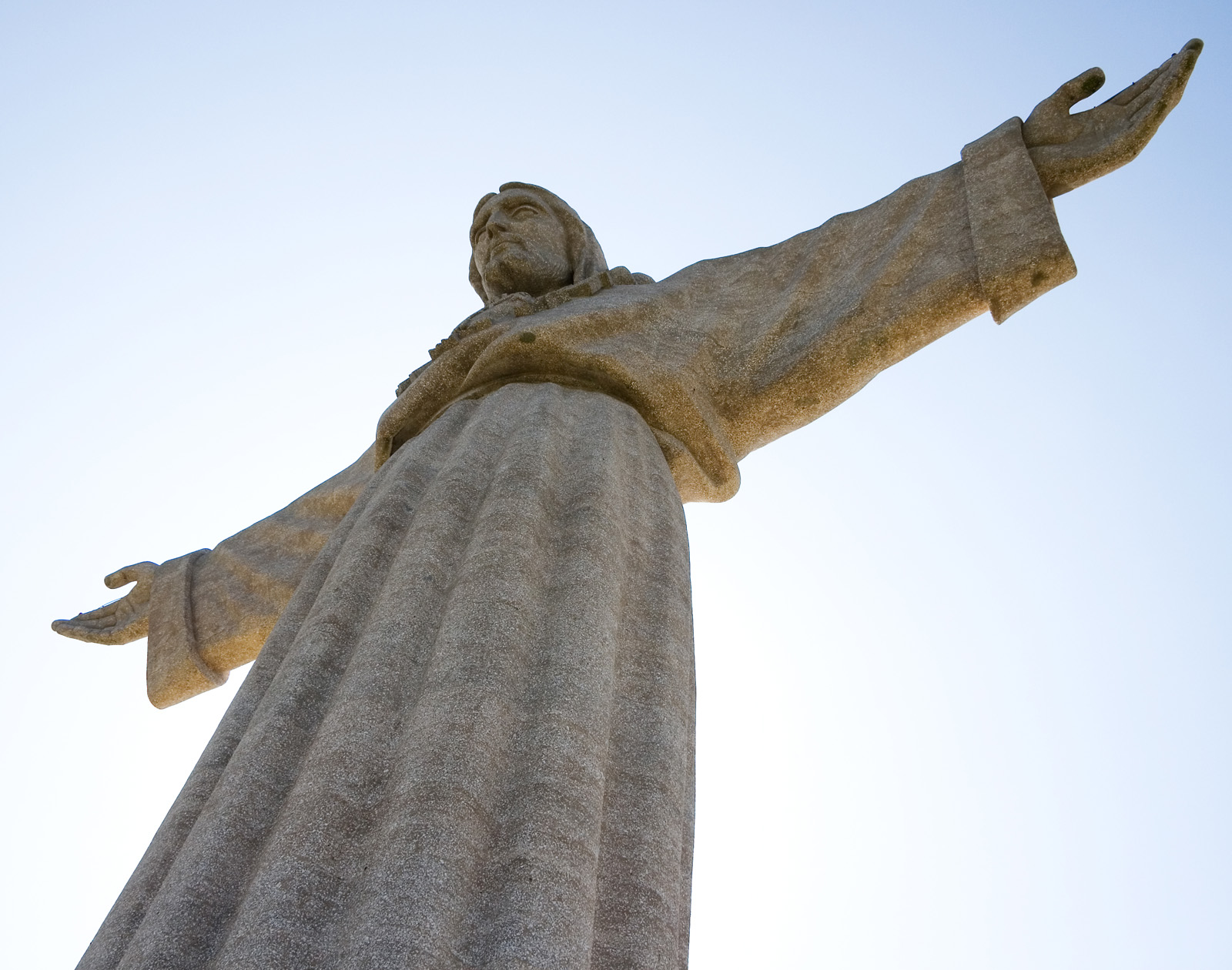
Статуя Христа
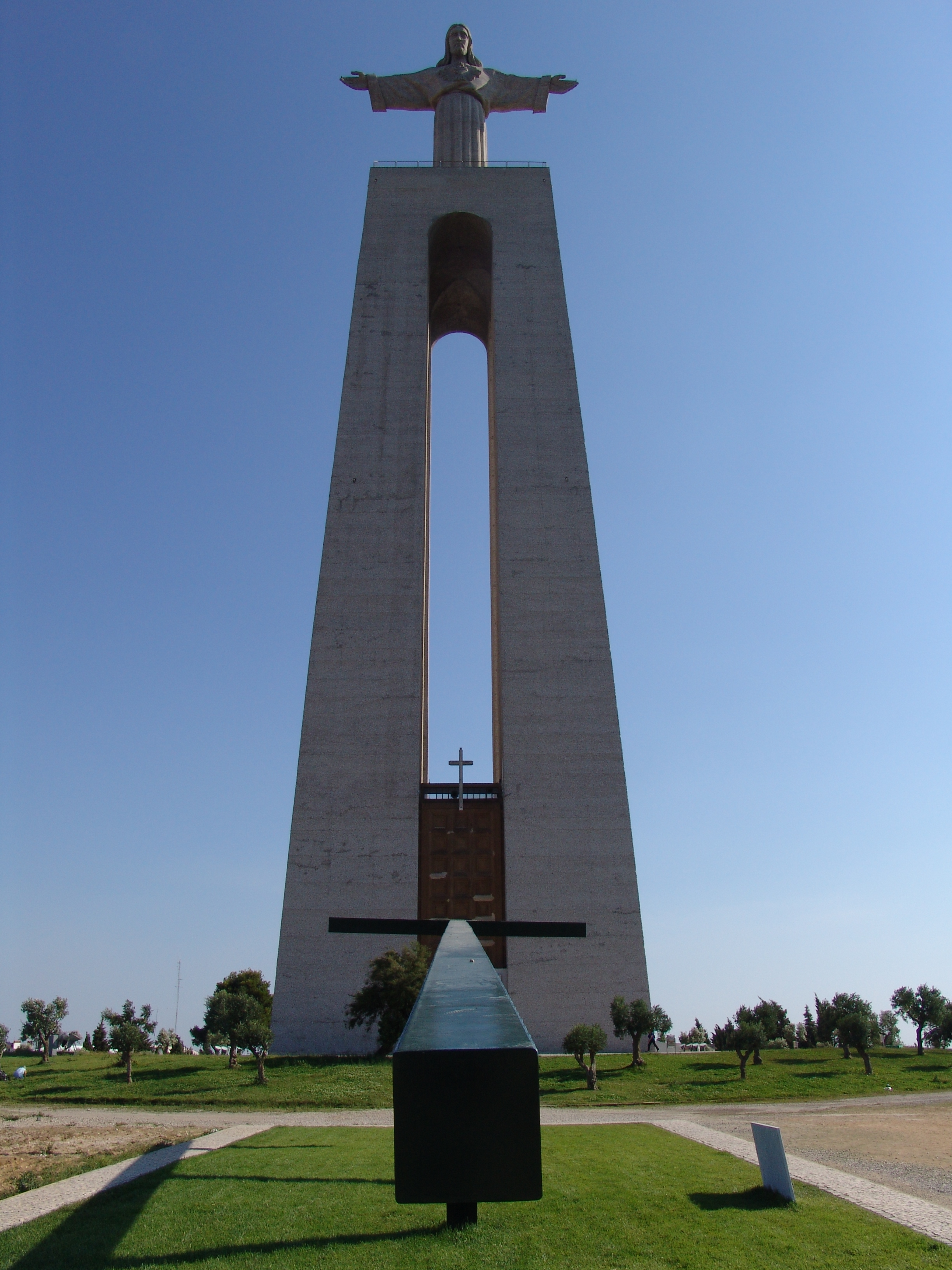
Вигляд знизу
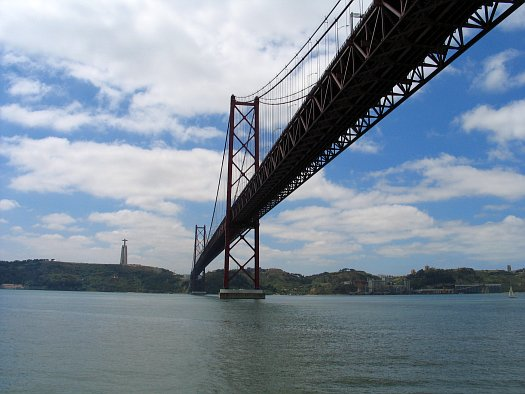
На фоні мосту 25 Квітня
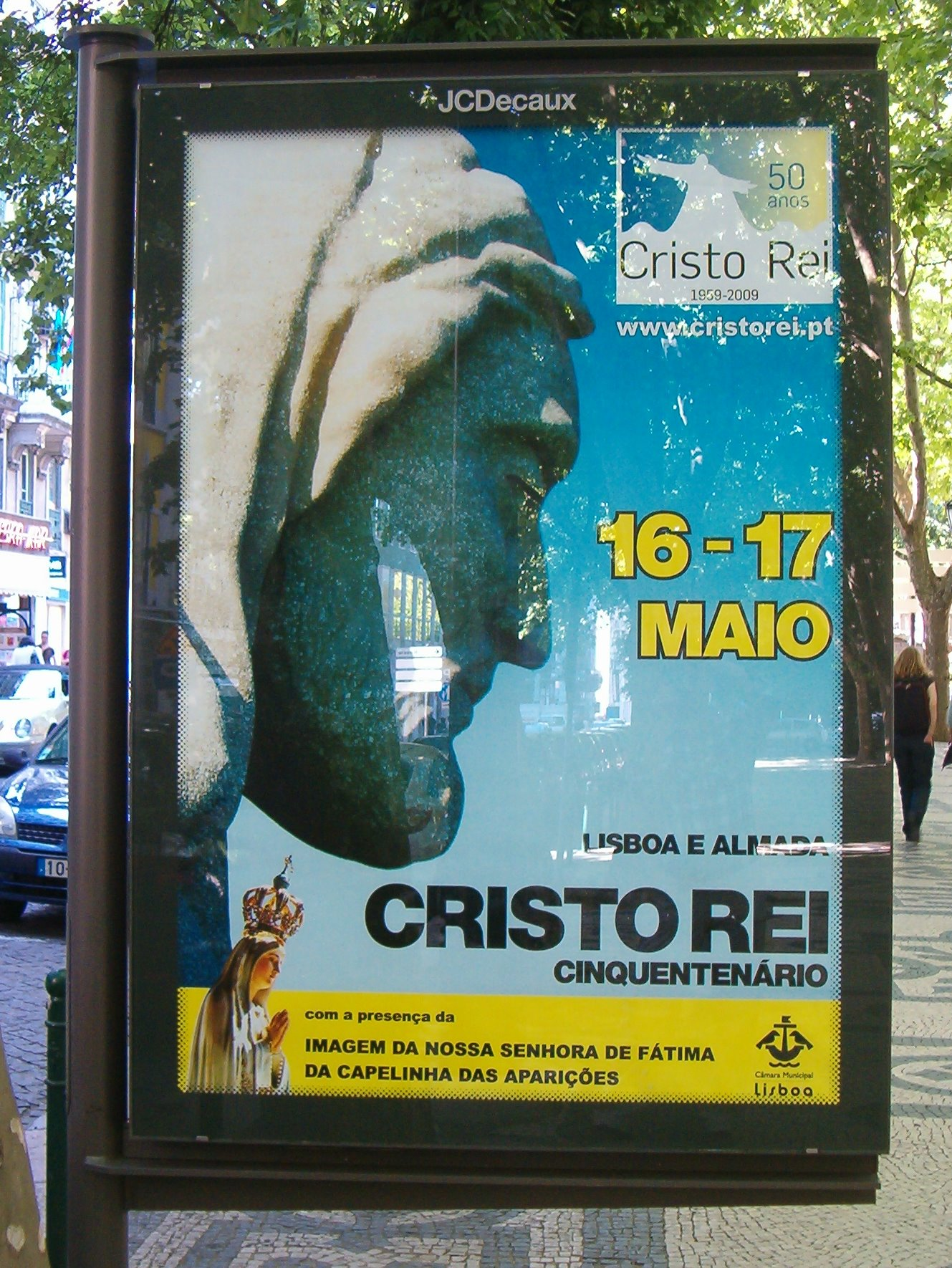
Оголошення з нагоди заходів присвячених 50-річчю монумента